# Maurizio di Savoia
Maurizio di Savoia (Torino, 10 gennaio 1593 – Torino, 4 ottobre 1657) era figlio cadetto del duca di Savoia Carlo Emanuele I e di Caterina Michela d'Asburgo.

## Biografia

### Infanzia
Nacque a Torino il 10 gennaio 1593 nel Palazzo Reale di Torino, dal principe di Piemonte Carlo Emanuele I di Savoia e Caterina Michela d'Asburgo. Come il nonno Emanuele Filiberto di Savoia, fu avviato giovanissimo alla carriera ecclesiastica per motivi puramente politici, al punto che non prese mai i voti benché venisse nominato cardinale all'età di 13 anni; fu il più giovane fra i porporati italiani fino al 1615, quando fu nominato cardinale Carlo di Ferdinando de' Medici (che aveva 20 anni; nel frattempo Maurizio di Savoia ne aveva compiuti 22). Fu educato presso la corte spagnola di suo zio Filippo III di Spagna e iniziato alla vita militare con i fratelli in alcune spedizioni nelle Fiandre e a Genova.

### Carriera e attività
Nella primavera del 1620 fu nominato da Luigi XIII cardinale protettore di Francia; nel 1611 divenne abate commendatario della Sacra di San Michele.
Nel 1615, in assenza del padre Carlo Emanuele I, fu tenente-generale di Piemonte per un breve periodo e governatore di Asti. All'inizio del regno del fratello maggiore fu "capitano degli arcieri piemontesi" e "guardia e maestro di campo di un reggimento di Cavalleria. Nel 1618 fu inviato a Parigi per concludere il matrimonio di suo fratello Vittorio Amedeo I di Savoia con Cristina di Borbone-Francia, figlia di Enrico IV di Francia. Il padre con lettere patenti datate 17 dicembre 1620 gli concesse in appannaggio la contea di Barcellonnette.
Non partecipò al conclave del 28 gennaio 1621 che elesse Papa Gregorio XV. Ricevette la berretta rossa il 18 febbraio 1621 e la diaconia di santa Maria Nuova il 17 marzo seguente. Il 19 aprile 1621 optò per la diaconia di sant'Eustachio e divenne protettore di Francia presso la Santa Sede. Partecipò invece al conclave del 1623 che elesse Papa Urbano VIII, adoperandosi molto per ottenerne la nomina e così favorire la Francia. Il 16 marzo 1626 optò per la diaconia di Santa Maria in Via Lata e da quell'anno fino alla sua rinuncia fu cardinale protodiacono.
Nel 1626 fondò a Roma l’Accademia dei Desiosi, che si riuniva nel suo palazzo capitolino. Ne erano membri, oltre a letterati romani come Bruni, Mascardi, Malvezzi, Pallavicino, intellettuali torinesi del profilo di Lodovico d'Agliè ed Emanuele Tesauro.
Dopo il trattato di Rivoli del 1635 si schierò contro l'alleanza tra il Regno di Francia e il Ducato di Savoia, assumendo la protezione presso lo Stato Pontificio dell'Impero spagnolo in luogo di quella del Regno di Francia, suscitando così un'accesa polemica con i reggenti sabaudi.
Il 7 ottobre 1637 morì Vittorio Amedeo I e gli succedette il nipote Francesco Giacinto: essendo ancora egli in età infantile, la madre Cristina di Borbone-Francia ne assunse la reggenza; Maurizio iniziò allora a cospirare con il fratello Tommaso al fine di ascendere al trono, cercando appoggi in vari stati.
La nobiltà, il clero e l'alta borghesia si divisero nei due partiti dei "principisti", filo-spagnoli e quindi suoi sostenitori, e "madamisti", filo-francesi e favorevoli a "Madama reale" (così veniva chiamata Maria Cristina). Questi contrasti portarono allo scoppio della Guerra civile piemontese.
Ad agosto del 1639 Madama reale fu costretta a fuggire da Torino (caduta in mano a truppe principiste) con il figlio erede al trono Carlo Emanuele. Tuttavia, già a novembre, essi poterono rientrare nella città, grazie alla maestria e all'alta capacità del suo luogotenente generale, il marchese di Pianezza Carlo Emanuele Filiberto Giacinto di Simiana.
La pace fu raggiunta anche grazie all'accordo matrimoniale  tra il cardinale Maurizio e la nipote dodicenne Luisa Cristina o Ludovica, celebrato a Nizza il 21 settembre 1641 nel Palazzo del Principe Maurizio dove si era eretto un altare provvisorio. testimoni di nozze furono il Marchese di Agliè ed il Marchese di Pianezza, già a capo del Consiglio di Reggenza di Madama Cristina.
Nel concistoro del 1 dicembre 1642, il Pontefice Papa Urbano VIII annunciò le dimissioni del cardinale di Casa Savoia presentate al nunzio a Madrid e dichiarò il suo matrimonio valido. 
Il nipote Carlo Emanuele II, sotto la reggenza della Madama reale, concesse a Maurizio in appannaggio il principato di Oneglia con lettere patenti datate 13 agosto 1642.
Nel 1648, dopo aver lasciato la porpora cardinalizia, Maurizio ricevette dal nipote Carlo Emanuele II di Savoia (ora duca a tutti gli effetti) il titolo di marchese di Argentera e Bersezio.

Dopo il matrimonio la coppia andò a vivere a Nizza dove Maurizio aveva ricevuto la carica di governatore. Non ebbero figli e il principe dedicò il resto dei suoi giorni allo studio della filosofia e delle lettere.

### Morte
Maurizio morì a Torino il 4 ottobre 1657 presso la Villa della Regina. Il 24 ottobre vennero celebrate le esequie solenni, con l'orazione Il cilindro composta dal famoso letterato Emanuele Tesauro.
Il suo corpo fu inizialmente sepolto nel Duomo di Torino e, nel 1836, traslato nella Sacra di San Michele insieme a quello di altri illustri membri di Casa Savoia (tra cui il duca bambino Francesco Giacinto) per volontà del re Carlo Alberto di Savoia.

## Ascendenza
|                                |                   |                        | Genitori                        |  |  | Nonni |  |  | Bisnonni            |  |  | Trisnonni            |  |
|                                |                   |                        |                                 |  |  |       |  |  | Carlo III di Savoia |  |  | Filippo II di Savoia |  |
|                                |                   |                        |                                 |  |  |       |  |  | Carlo III di Savoia |  |  | Filippo II di Savoia |  |
|                                |                   | Claudina di Brosse     |                                 |  |  |       |  |  | Carlo III di Savoia |  |  |                      |  |
| Emanuele Filiberto I di Savoia |                   |                        |                                 |  |  |       |  |  | Carlo III di Savoia |  |  |                      |  |
|                                |                   | Beatrice di Portogallo | Manuele I del Portogallo        |  |  |       |  |  |                     |  |  |                      |  |
|                                |                   | Beatrice di Portogallo | Manuele I del Portogallo        |  |  |       |  |  |                     |  |  |                      |  |
|                                |                   | Beatrice di Portogallo | Maria d'Aragona e Castiglia     |  |  |       |  |  |                     |  |  |                      |  |
| Carlo Emanuele I di Savoia     |                   | Beatrice di Portogallo |                                 |  |  |       |  |  |                     |  |  |                      |  |
|                                |                   | Francesco I di Francia | Carlo di Valois-Angoulême       |  |  |       |  |  |                     |  |  |                      |  |
|                                |                   | Francesco I di Francia | Carlo di Valois-Angoulême       |  |  |       |  |  |                     |  |  |                      |  |
|                                |                   | Francesco I di Francia | Luisa di Savoia                 |  |  |       |  |  |                     |  |  |                      |  |
| Margherita di Francia          |                   | Francesco I di Francia |                                 |  |  |       |  |  |                     |  |  |                      |  |
|                                |                   | Claudia di Francia     | Luigi XII di Francia            |  |  |       |  |  |                     |  |  |                      |  |
|                                |                   | Claudia di Francia     | Luigi XII di Francia            |  |  |       |  |  |                     |  |  |                      |  |
|                                |                   | Claudia di Francia     | Anna di Bretagna                |  |  |       |  |  |                     |  |  |                      |  |
| Maurizio di Savoia             |                   | Claudia di Francia     |                                 |  |  |       |  |  |                     |  |  |                      |  |
|                                | Carlo V d'Asburgo | Filippo d'Asburgo      |                                 |  |  |       |  |  |                     |  |  |                      |  |
|                                | Carlo V d'Asburgo | Filippo d'Asburgo      |                                 |  |  |       |  |  |                     |  |  |                      |  |
|                                | Carlo V d'Asburgo | Giovanna di Castiglia  |                                 |  |  |       |  |  |                     |  |  |                      |  |
| Filippo II di Spagna           | Carlo V d'Asburgo |                        |                                 |  |  |       |  |  |                     |  |  |                      |  |
|                                |                   | Isabella di Portogallo | Manuele I del Portogallo        |  |  |       |  |  |                     |  |  |                      |  |
|                                |                   | Isabella di Portogallo | Manuele I del Portogallo        |  |  |       |  |  |                     |  |  |                      |  |
|                                |                   | Isabella di Portogallo | Maria d'Aragona e Castiglia     |  |  |       |  |  |                     |  |  |                      |  |
| Caterina Michela d'Asburgo     |                   | Isabella di Portogallo |                                 |  |  |       |  |  |                     |  |  |                      |  |
|                                |                   | Enrico II di Francia   | Francesco I di Francia          |  |  |       |  |  |                     |  |  |                      |  |
|                                |                   | Enrico II di Francia   | Francesco I di Francia          |  |  |       |  |  |                     |  |  |                      |  |
|                                |                   | Enrico II di Francia   | Claudia di Francia              |  |  |       |  |  |                     |  |  |                      |  |
| Elisabetta di Valois           |                   | Enrico II di Francia   |                                 |  |  |       |  |  |                     |  |  |                      |  |
|                                |                   | Caterina de' Medici    | Lorenzo II de' Medici           |  |  |       |  |  |                     |  |  |                      |  |
|                                |                   | Caterina de' Medici    | Lorenzo II de' Medici           |  |  |       |  |  |                     |  |  |                      |  |
|                                |                   | Caterina de' Medici    | Madeleine de la Tour d'Auvergne |  |  |       |  |  |                     |  |  |                      |  |
|                                |                   | Caterina de' Medici    |                                 |  |  |       |  |  |                     |  |  |                      |  |